# Yves Desrosiers
Pour les articles homonymes, voir Desrosiers.
Yves Desrosiers est un multi-instrumentiste, chanteur, auteur-compositeur, producteur et arrangeur montréalais.

## Biographie
Yves Desrosiers s'initie à l'âge de 7 ans au piano, au solfège et à la guitare.
En 1984, il fait ses premiers pas en tant que musicien au sein d'un groupe fondé avec Marc Déry (ex-membre de Zébulon).
À la fin de la décennie, il fait brièvement partie du groupe Les Taches où il fait la connaissance du batteur François Lalonde. Les deux musiciens quittent peu de temps après le groupe pour rejoindre la Sale Affaire de Jean Leloup, de 1989 à 1993, avec qui ils parcourent le Québec et jouent en Europe. 
En 1993, il forme le groupe Les Quarts de Rouge avec Mononc' Serge et Patrick Esposito Di Napoli, tous les deux membres des Colocs. Le trio interprète un répertoire de chansons fantaisistes, notamment de Nino Ferrer, de Boby Lapointe et de Jacques Dutronc. Le groupe fait partie de la programmation des FrancoFolies de Montréal en 1993[réf. incomplète] et en 1994[réf. incomplète]. À la suite du décès de Patrick Esposito Di Napoli en 1994, Yves Desrosiers et Mononc' Serge créent le duo Les Blaireaux. Ils donnent des spectacles de 1995 à 1997[réf. incomplète],[réf. incomplète],[réf. incomplète].
Il travaille aussi avec le duo Gogh Van Go et participe à la tournée Quatre saisons dans le désordre de Daniel Bélanger[réf. souhaitée].
Audiogram ayant décidé de s'impliquer dans un projet d'album, Desrosiers revêt à la fois ses habits de musicien arrangeur et de réalisateur pour enregistrer La Llorona (co-écrit) avec Lhasa de Sela. 
Entre les tournées, il compose la bande originale du film Le Cœur au poing (1998) de Charles Binamé (Cité-Amérique) et la musique pour trois documentaires.
Fin 2005, le musicien compose la trame sonore du film Saints-Martyrs-des-Damnés du réalisateur Robin Aubert. 
À l'automne 2007, Yves Desrosiers est de retour avec son premier album de compositions Chansons indociles.
En 2010, il partage la scène avec Bïa pour une tournée de concerts en duo comptant plus de cinquante représentations. 
En août 2013, il lance son troisième album solo, Bordel de tête. 
En 2014, l’artiste interprète Chloé Sainte-Marie, lui fait appel pour l'écriture de la musique de plusieurs poèmes sur le livre disque “À la croisée des silences” qu’elle publie. Puis en 2015, il arrange la musique et dirige l'orchestre du spectacle hommage à Édith Piaf «Les cent ans de la môme» sur une vingtaine de concerts. 
Lors de la tournée du spectacle hommage à Édith Piaf, il fait la rencontre de la chanteuse pianiste Florence K qui lui demande sa participation pour les arrangements de son spectacle Buena vida et comme guitariste sur la tournée en 2016. 
Yves Desrosiers collabore également de nouveau avec Chloé Sainte-Marie, cette fois pour la composition des musiques de son prochain album.
En mars 2021, près de huit ans après la sortie de l’album Bordel de Tête, il lance un nouvel album de musique instrumental, Nokta Ŝoforo.  L'Opus est une incursion dans un univers musical mélodique et ambiant où le spectateur est transporté dans un voyage imaginaire de chauffeur de nuit parcourant des territoires et traversant les frontières dans la solitude nocturne contemplative. Une des pièces de l'album est interprété en espéranto une langue universelle qui est pratiqué dans plus de 120 pays à travers le monde.
En 2024, il lancera un album des premiers enregistrements de Lhasa De Sela retravaillés. 
Il joue : guitare acoustique, classique et électrique, slide, basse, banjo, Lap-steel, piano, orgue, percussions.

## Discographie
- 1998 : La Llorona, 1er album (co-signé) avec la chanteuse feu Lhasa de sela comme musicien, co-compositeur, arrangeur et réalisateur.
- 2002 : Volodia consacré à l'œuvre du poète et chanteur russe Vladimir Vissotsky.
- 2005 : Saints-Martyrs-des-Damnés bande son du film de Robin Aubert.
- 2007 : Chansons Indociles il y tient les rôles de chanteur, musicien, compositeur, auteur, arrangeur et réalisateur sur ce projet enregistré presque en totalité dans son studio.
- 2010 : Concert intime Bïa/Yves Desrosiers, musicien, chanteur
- 2013 : Bordel de tête
- 2021 : Nokta ŝoforo

## Participations
- 1983 : Rita-Rita de Rita-Rita, comme musicien
- 1990 : L'Amour est sans pitié comme musicien, cocompositeur
- 1994 : Tricycle (Live) de Daniel Bélanger, comme musicien
- 1995 : C'Pas Grave, des Frères à Ch'val, comme musicien
- 1996 : Le Dôme et Edgar de Jean Leloup comme cocompositeur.
- 1997 : Pamietam Jeszcze Raz, comme musicien
- 1997 : Bliss Station, comme musicien
- 1997 : Surfacing de Sarah McLachlan, comme musicien
- 1998 : Rufus Wainwright de Rufus Wainwright comme musicien.
- 1998 : Mourir pour le Canada de Mononc' Serge, comme musicien
- 2000 : 13 tounes trash de Mononc' Serge, comme musicien
- 2001 : Poses de Rufus Wainwright comme musicien.
- 2001 : Papillons de Mara Tremblay, comme musicien.
- 2001 : Mon voyage au Canada de Mononc' Serge, comme musicien
- 2001 : Mirador de Pierre Flynn, comme musicien
- 2002 : Hungry Ghosts de Fredric Gary Comeau comme musicien et réalisateur.
- 2002 : Balagane de Jesczce Raz comme producteur.
- 2003 : Kanasuta de Richard Desjardins pour la réalisation, la prise de son et les arrangements.
- 2003 : Afterglow de Sarah McLachlan
- 2003 : Carmin de Bïa
- 2004 : Pierre Lapointe album de Pierre Lapointe.
- 2004 : 2 Univers de Jeszcze Raz, comme musicien
- 2004 : Noël sans pluie, interprète
- 2005 : Cœur vagabond de Bïa sur la bonus track.
- 2005 : Les nouvelles Lunes de Mara Tremblay, comme musicien.
- 2005 : Je joue de la guitare de Jean Leloup - 1985-2003 comme musicien
- 2005 : L'appartement de Thomas Hellman, comme musicien
- 2006 : Y'a rien de facile de Philosonic, comme musicien
- 2007 : Sortir de soi de Charles Dubé, comme musicien
- 2008 : Nocturno de Bïa comme musicien
- 2009 : Adélaïde de Pascal Lejeune comme musicien et réalisateur.
- 2009 : Comme le vent de Frédéric Beauséjour, comme musicien
- 2010 : Laws of illusion de Sarah McLachlan, comme musicien
- 2011 : Une étoile m'a dit - un conte de noel musical de Gilles Carle, comme musicien
- 2012 : Tourterelle, Partenaire pour la Paix, musicien, chanteur, compositeur
- 2012 : The ocean pictures projet de Geneviève Toupin, comme musicien.
- 2013 : La Boca, Alejandra Ribera, comme musicien.
- 2013 : Plus dans ma tête, Aurélia O'Leary, comme musicien.
- 2014 : Trente, De Cara a la pared (version 2014) musicien compositeur
- 2014 : Ou presque de Matt Tomlinson, comme musicien, arrangeur et réalisateur
- 2014 : Si l'homme est fait de kilomêtres de Yves Marchand, comme musicien
- 2015 : Dompter la Bête de Tina-Ève, comme musicien
- 2016 : Buena vida en concert de Florence K, comme musicien
- 2016 : Terre Originelle de Sylvie Paquette, comme musicien, co-arrangeur et co-réalisateur
- 2019 : TORO de Marion Cousineau, comme musicien, réalisateur
- 2015 : Un été en hiver de Matt Tomlinson, comme musicien, arrangeur et réalisateur
- 2016 : Le Fantastique des astres de Yann Perreault, comme musicien
- 2018 : Valery Vaughn de Valery Vaugh, comme musicien